# Västanåhöjden
Västanåhöjdens naturreservat ligger i Nätra fjällskog i Örnsköldsviks kommun och omfattar 261 hektar. Reservatet avsattes 1997, framför allt för att skydda den stora förekomsten av långskäggslav, Usnea longissima, och utökades 2010. Det ingår i EU:s nätverk av skyddad natur, Natura 2000.

## Historik

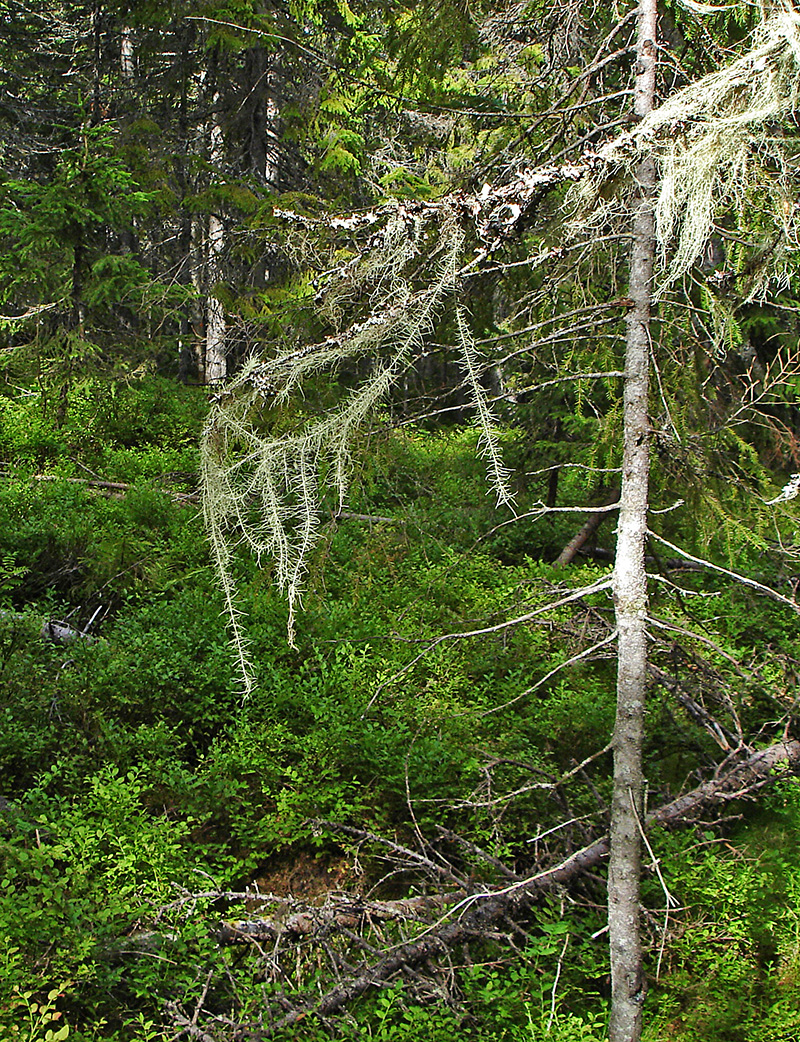
Långskäggslav på Västanåhöjden.

År 1990 upptäcktes att långskäggslav förekom inom ett avverkningsanmält skogsområde på nordvästra sidan av Västanåhöjden. Området inventerades under några dagar i november 1990 varvid både ett stort antal träd med långskägg och flera andra hotade arter påträffades. Avverkningen stoppades tillfälligt i väntan på en mer omfattande inventering som genomfördes 1991. Det visade sig då att långskäggslav förekom över ett stort område. Som en följd detta avsattes 177 hektar som naturreservat på Västanåhöjden 1997. Reservatet antogs också av regeringen som Natura 2000-område. År 2010 utökades naturreservatet åt sydost så att det nu omfattar 261 hektar.

## Natur

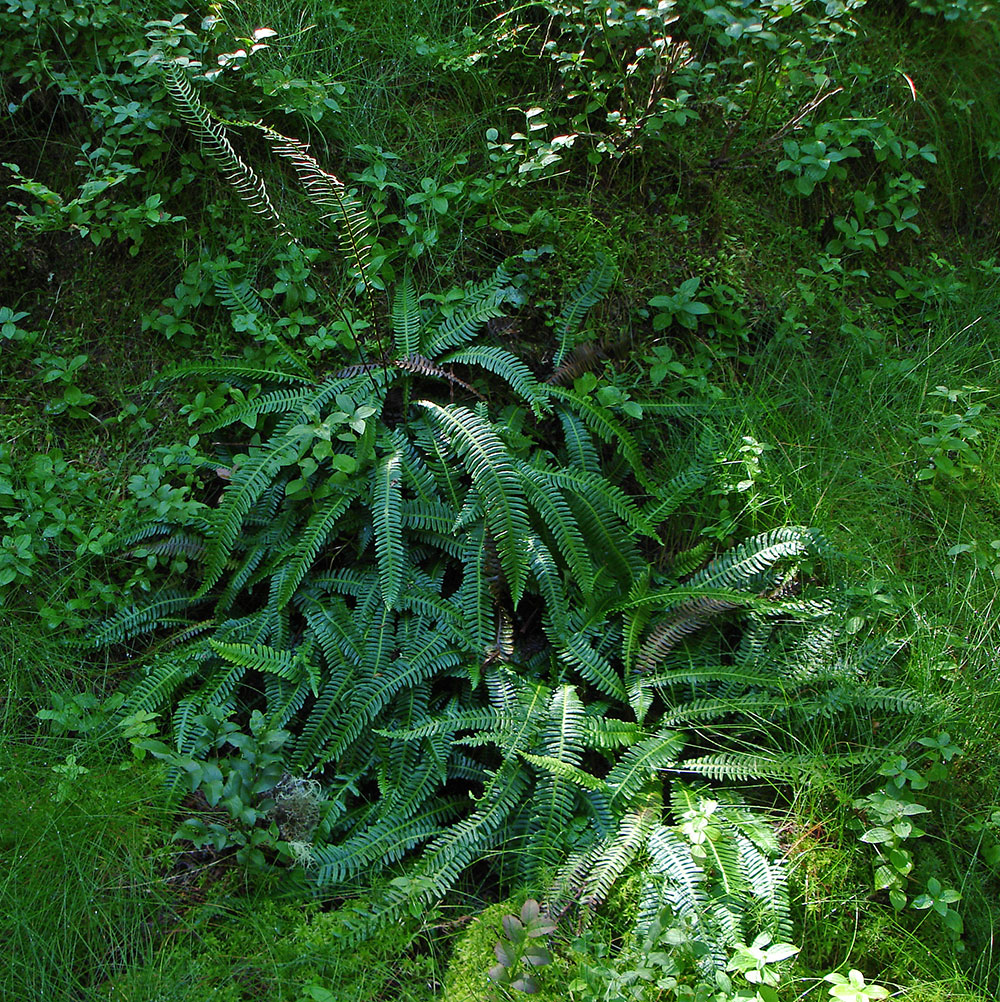
Kambräken på Västanåhöjden.

Västanåhöjden når över 430 m ö.h. och är därmed det högsta berget i Nätra fjällskog. Berget är till största delen täckt av skog, framför allt granskog, men är nästan kalt på toppen där det finns ett inslag av hällmarkstallskog. Dimensionsavverkningar har förekommit men skogen har aldrig varit kalavverkad, vilket gör att många arter som lever i gamla granskogar har en fristad här. Inom reservatet finns långskäggslav på minst 200 träd. Andra hänsynskrävande arter som förekommer på Västanåhöjden är bland annat kambräken, stjärntagging, doftskinn, ringlav, tretåig hackspett, lavskrika och tjäder. Två kilometer sydväst om Västanåhöjden ligger Stakamyrans naturreservat som också har en rik långskäggsförekomst.

## Kultur och friluftsliv
Nätra fjällskog var fram till början av 1900-talet fäbodskog för byarna i Nätra socken. På Västanåhöjden finns två gamla fäbodvallar, Västanåbodarna samt de bredvid varandra liggande Sunnansjöbodarna och Lill-Västanåbodarna. Själva vallarna har dock uteslutits ur reservatet. Sunnansjöbodarna och Lill-Västanåbodarna är privatägda medan Västanåbodarna står öppna för allmänheten. Över Västanåhöjden går välmarkerade vandringsleder som vintertid prepareras till skidspår av Nätra GIF. Vissa helger under vintern förekommer fikaförsäljning i Västanåbodarna. Strax söder om Västanåhöjdens topp finns ett vindskydd med milsvid utsikt.